# Sigmund von Ettingshausen
Sigmund von Ettingshausen (* 1805 in Esseg; † 11. März 1855 in Theresienstadt in Böhmen) war ein österreichischer Generalmajor und Brigadier. Er war Ritter des kaiserlich österreichischen Leopold-Ordens und Träger des Militär-Verdienstkreuzes.

## Herkunft
Er war ein Sohn des Generalmajors Constantin von Ettingshausen und dessen Ehefrau Anna Maria Franziska Walther (1780–1858). Der Physiker Professor Andreas von Ettingshausen (1796–1878) war sein Bruder.

## Leben
Schon im Alter von 13 Jahren ließ ihn der Vater als Privatkadett im Infanterie-Regiment Nr. 28 (Kutschera) aufnehmen, worauf im Februar 1819 seine Übernahme als k. k. Kadett im Infanterie-Regiment Nr. 1 (Kaiser) erfolgte. Im April 1821 wurde er als Fähnrich in das Infanterie-Regiment Nr. 61 (St. Julien) übernommen. Im Juli 1825 wurde Ettingshausen zur ungarischen Leibgarde versetzt und nach fünfjähriger Dienstzeit in das Infanterie-Regiment (Kaiser Alexander) übernommen. Mit 27 Jahren wurde er im Dezember 1832 bereits Kapitän-Lieutenant beim 13. Grenz-Infanterie-Regiment. Diese rasche Beförderung in einer ungünstigen Zeit beweiset immerhin seine besondere Brauchbarkeit. Er wurde im Oktober 1836 in gleicher Eigenschaft in das Infanterie-Infanterie Nr. 7 (Prohaska) versetzt und als Inhaber-Adjutant bei dem damaligen Hofkriegsrats Vize-Präsidenten FML Freiherr Prohaska verwendet. Im Mai des folgenden Jahres wurde er zum wirklichen Hauptmann ernannt. Er hatte dort die von dem Regimentsinhaber gegründete Regimentsbibliothek mitsamt ihren weiteren Zukäufen von Büchern, Karten usw. zur allgemeinen Zufriedenheit vollständig betreut. Die Friedensjahre beschäftigten den intelligenten Offizier mit geschichtlichen und genealogischen Studien. Eine seiner Studien ist ein in Wien im Jahr 1837 von ihm herausgegebenes lithografisches Tableau von der Nachkommenschaft Maria Theresias. Im Juni 1844 zum Major befördert, erhielt er die Versetzung zum Ottochaner-Grenz-Regiment Nr. 61 und machte sich als Kommandant des 1. Bataillons in den folgenden Feldzügen einen Namen.
Am 17. Januar 1848 marschierte Ettingshausen mit diesem Bataillon nach Italien ab und traf am 12. März in Mailand ein. Am Tag des Aufstandes hatte das Bataillon Wachdienst. Daher wurde verschiedene Einheiten auch fünf verschiedenen Brigaden zugewiesen. Das Dorf Melegnano musste durch Ettingshausens Truppe erstürmt werden, anschließend kam sie dann als Besatzung nach Peschiera. Festungskommandant war der Feldmarschall-Lieutenant Freiherr Joseph von Rath. Dort zeichnete sich Ettingshausen durch stetigen Widerstand vom 6. April bis zur Kapitulation aus. Er leitete die Verteidigung des Platzes mit außergewöhnlichem Einsatz und Unerschrockenheit und war stets dort zu sehen, wo Gefahr drohte. Erst als der kleine Platz, durch 50 feindliche Geschütze ununterbrochen bombardiert, schon einer Ruine glich und alle Lebensmittel aufgezehrt waren, so dass die Besatzung sich vom türkischen Weizen und Pferdefleisch ernähren musste, wurden am 27. Mai Unterhandlungen mit dem Feinde aufgenommen. Der Festungskommandant betraute mit dieser wichtigen Mission den Major, welcher bei dem Herzog von Savoyen eine sehr freundliche und zuvorkommende Aufnahme fand, wenngleich die Bedingungen des freien Abzuges der Besatzung vorerst nicht angenommen wurden. Eine bald danach durch den sardinischen Major La Marmora überbrachte Mitteilung gestattete der Truppe den Abzug, doch sollte Ettingshausen als Geisel behalten werden. Auch diese Bedingung wurde verworfen, bis endlich am 30. Mai um 11 Uhr Abends im eine halbe Stunde von der Festung entlegenen Cavalcaselle die endgültige ehrenvolle Kapitulation zum Abschluss kam. Am 31. Mai verließ Ettingshausen mit seinen Grenzern und 72 Mann von der Artillerie die Festung.
Die kleine Truppe marschierte über Cremona, Piacenza, Modena nach Ancona und von da über Zeng nach Ottochaz, wo man am 13. Juli ankam. In kurzer Zeit war er wieder kampfbereit und beim Korps des Banus von Warasdin bis Stuhlweißenburg mit seinem Bataillon als Avantgarde verwendet. Nach dem Gefecht bei Velenze (Schlacht bei Pákozd) erschien er am 10. Oktober vor Wien und war bei der Einnahme der Hauptstadt am 28. desselben Monats am Rennweg und an der Landstraße verwendet. Stets an der Spitze seines Bataillons löste er um die vierte Nachmittagsstunde seine Aufgabe zur vollen Zufriedenheit. Zu Anfang des Jahres 1849 war er auf der Insel Schütt stationiert. Dort wurde Ettingshausen von Nyarasd aus beordert, einen wichtigen Erkundungsritt gegen Komorn und zurück nach Ekes zu unternehmen. Es war dies am 3. Januar bei einer Kälte von −20 Grad und mit der Folge, dass er sich das Gesicht erfror und zur ärztlichen Behandlung nach Wien gebracht werden musste. Schon im Dezember 1848 war er zum Oberstlieutenant beim Brooder Grenz-Regiment befördert. Er kam nach seiner Genesung zum Sluiner und nach beendigtem Feldzug in Ungarn zum 1. Banat-Grenz-Regiment, wo er im Jahre 1850 die Ernennung zum Obersten erhielt. Seine mannigfachen Verdienste vor dem Feinde wurden mit Orden gewürdigt. Außerdem erhielt er am 1. März 1854 die Beförderung zum Generalmajor und Ernennung zum Truppen-Brigadier bei dem 1. Armeekorps. Er starb überraschend am 11. März 1855 in Theresienstadt.

## Familie
Ettingshausen war verheiratete und hatte wenigstens zwei Söhne:
- Hermann (* 10. Februar 1852)[2]
- Siegmund (* 14. April 1855)[3]